# Wer einmal lügt
Wer einmal lügt é o sexto single da banda alemã Heldmaschine, lançado em 10 de julho de 2015. É o primeiro single do álbum "Lügen".

## Faixas
| N.º            | Título                                     | Duração |  |
| 1.             | "Wer einmal lügt"                          | 4:00    |  |
| 2.             | "Wer einmal lügt" (Remix por: Tanzwut)     | 3:12    |  |
| 3.             | "Wer einmal lügt" (Remix por: Ost+Front)   | 3:38    |  |
| 4.             | "Wer einmal lügt" (Remix por: Jovian Spin) | 4:23    |  |
| Duração total: | Duração total:                             | 14:19   |  |